# Želva mapová
Želva mapová (Graptemys pseudogeographica kohnii), též želva mississippská nebo želva kýlnatá patří mezi zástupce rodu Graptemys, který má celkem 12 druhů, z nichž některé se dělí na poddruhy, jako je tomu u druhu Graptemys pseudogeographica, který má poddruh Graptemys pseudogeographica kohnii.

## Popis
Jedná se o sladkovodní želvu. Jejím typickým znakem je žlutá kresba na hlavě za očima ve tvaru písmene V, dále znak ve tvaru srpku měsíce, který je za okem a vede až pod jeho úroveň. Na hlavě a na nohou má žluté proužky. Na krunýři má hřbetní kýl, který přechází do zubovitých výběžků. Na krunýři má kresbu, která připomíná mapu, odtud vznikl i název želva mapová. Samice jsou velké až 20–25 cm a jsou mnohem větší než samci, kteří mají jen 12–15 cm. Žije 20-30 let. Aktivní je ve dne. Je neagresivní, díky tomu je možné chovat i více jedinců najednou. Je velmi dobrý plavec.
Mezinárodně chráněna není to neplatí pro USA, kde naopak chráněná je. Stupeň ochrany se liší podle jednotlivých států.

## Potrava
I když je býložravec menším množstvím masité stravy nepohrdne. Vyžaduje rozmanitou potravu, ve které jsou zastoupeny ryby, hmyz, menší část rostlinné potravy například listy smetánky lékařské, sušené byliny, ovoce nebo zelenina. Zvláště rostoucí mláďata potřebují dostatek všech esenciálních látek.

## Reprodukce
Hnízdí spíše v pozdních jarních měsících, v květnu až červnu. Samice snáší více snůšek v jedné sezóně, obvykle až 4 vajíčka, která jsou podlouhlá a mají tvrdou skořápku. Vajíčka pak zahrabává do jamek na břehu. Při chovu v zajetí je líhnutí vajíček poměrně snadné. Je třeba vhodný inkubátor a substrát pro inkubaci vajec. Snesená vajíčka se v inkubátoru ze 2/3 zahrabou do substrátu.

## Výskyt
Vhodným biotopem jsou pro ni jezera, říční systémy, tůně i zaplavená pole. Přirozeným prostředím jsou pro ni malá klidná, teplá a zarostlá povodí, bohatá na hmyz a ryby. Obývá jihovýchod Spojených států, především povodí řeky Mississippi. Žije ve státech Kentucky, Tennessee, Mississippi, Alabama, Georgie a dalších státech USA. Její výskyt je potvrzen i v České republice.

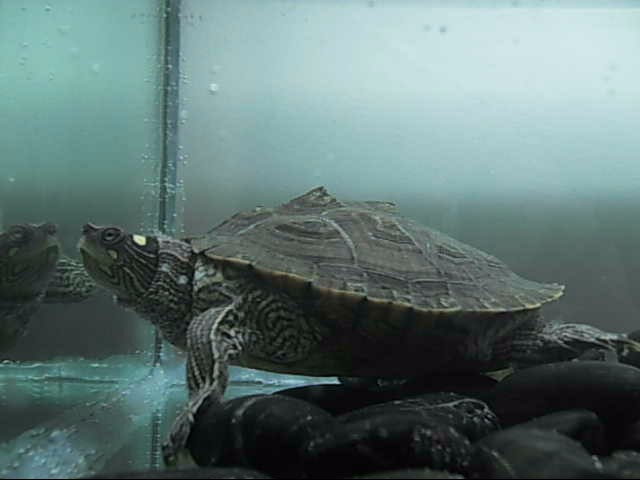

## Chov v zajetí
Chová se v paludáriu, kde je větší plocha vody a menší souš. Potrava se podává do vody, nikoli na souš. Je možné podávat kompletní granulované směsi a sušená krmiva pro vodní želvy. Ke krmné dávce se ale musí pravidelně přidávat vitamíny a minerály. Zejména u mláďat je nutné dbát na přísun vitamínů A, D3 a minerálních látek, při nedostatku jsou náchylné ke vzniku rachitidy. Do vody se mohou umístit celé sépiové kosti. Mláďata je třeba krmit každý den, nejlépe několikrát. Dospělé želvy by měly mít 2-3 dny v týdnu půst. Při nevhodném nebo příliš jednotvárném krmení želvy onemocní a nebudou se správně vyvíjet.
Teplota lokálního výhřevného místa na souši by měla být 35-40 °C a teplota vody 26-28 °C. Teplota vody i vzduchu je u vodních želv velmi důležitá. Pokud by se želvy chovaly v chladné vodě, je možné, že se nebudou správně vyvíjet a hrozí zakrnění a také velká náchylnost k onemocněním. Jako substrát je vhodný jemný štěrk nebo písek, kterým se vyplní 1/3 akvaterária, aby vznikla souš, která slouží jako kladiště pro snůšky vajec. Také je nutné pravidelně čistit vodu, aby nedošlo k zaplísnění.